# Allan Dahl Johansson
Allan Dahl Johansson (Oslo, 5 de octubre de 1998) es un deportista noruego que compite en patinaje de velocidad sobre hielo.
Ganó una medalla de bronce en el Campeonato Mundial de Patinaje de Velocidad sobre Hielo en Distancia Individual de 2023 y tres medallas en el Campeonato Europeo de Patinaje de Velocidad sobre Hielo en Distancia Individual, en los años 2022 y 2024.

## Palmarés internacional
| Campeonato Mundial en Distancia Individual | Campeonato Mundial en Distancia Individual | Campeonato Mundial en Distancia Individual | Campeonato Mundial en Distancia Individual |
| Año                                        | Lugar                                      | Medalla                                    | Prueba                                     |
| ------------------------------------------ | ------------------------------------------ | ------------------------------------------ | ------------------------------------------ |
| 2023                                       | Heerenveen (Países Bajos)                  | Medalla de bronce                          | Persecución por equipos                    |
| Campeonato Europeo en Distancia Individual |                                            |                                            |                                            |
| Año                                        | Lugar                                      | Medalla                                    | Prueba                                     |
| 2022                                       | Heerenveen (Países Bajos)                  | Medalla de plata                           | Persecución por equipos                    |
| 2022                                       | Heerenveen (Países Bajos)                  | Medalla de bronce                          | 1500 m                                     |
| 2024                                       | Heerenveen (Países Bajos)                  | Medalla de bronce                          | Salida en grupo                            |